# Simpang Beutuong
Simpang Beutuong is een bestuurslaag in het regentschap Pidie van de provincie Atjeh, Indonesië. Simpang Beutuong telt 656 inwoners (volkstelling 2010).